# Ribalmaguillo
Ribalmaguillo es una localidad despoblada en el Alto valle del río Jubera, perteneciente al municipio de Munilla, en La Rioja. 
La localidad se sitúa sobre la confluencia del río Jubera y el Arroyo de la Presa, afluente del primero, en lo alto de la cara sur del cerro que los separa. Valle arriba del Arroyo de la Presa queda el despoblado de La Santa, y sobre el nacimiento del río Jubera, se sitúa el despoblado de la La Monjía en las laderas del monte Atalaya (1.514 msnm). Los tres despoblados formaron hasta 1981 un Ayuntamiento propio con sede en La Santa, siendo por tanto Ribalmaguillo pedanía de esta.

## Historia
En el Diccionario Geográfico de Barcelona de 1830, aparece Riba el Maguillo como aldea abadenga del partido de Logroño, obispado de Calahorra, de la parroquia de La Santa. Producción: Pastos y ganado.
La localidad de Ribalmaguillo ha estado siempre ligada a la villa de La Santa, como pedanía de esta. Por ello, perteneció al Señorío de Cameros del año 1366, y posteriormente al monasterio de Santa María de Herce hasta 1812.
Desde 1812 hasta 1981, Ribalmaguillo perteneció al ayuntamiento de La Santa, junto con La Monjía, hasta su disolución provocada por la despoblación del municipio, pasando este a pertenecer al municipio de Munilla.
La emigración sacudió de pleno a estas localidades del Alto Jubera, situadas en terreno escabrosos, con muy malas comunicaciones y con la falta de casi todos los servicios básicos (no contaban con médico, practicante, veterinario, sacerdote, herrero, entre otros servicios, que venían de otros municipios limítrofes, además de agua corriente, electricidad o alcantarillado). En los años 50 emigraron muchos de sus habitantes, pero con la llegada de Patrimonio Forestal del Estado en los 60, que realizó una expropiación de las zonas de monte y pasto para la repoblación de pinos, terminaron con el sistema de subsistencia de sus habitantes.

## Patrimonio

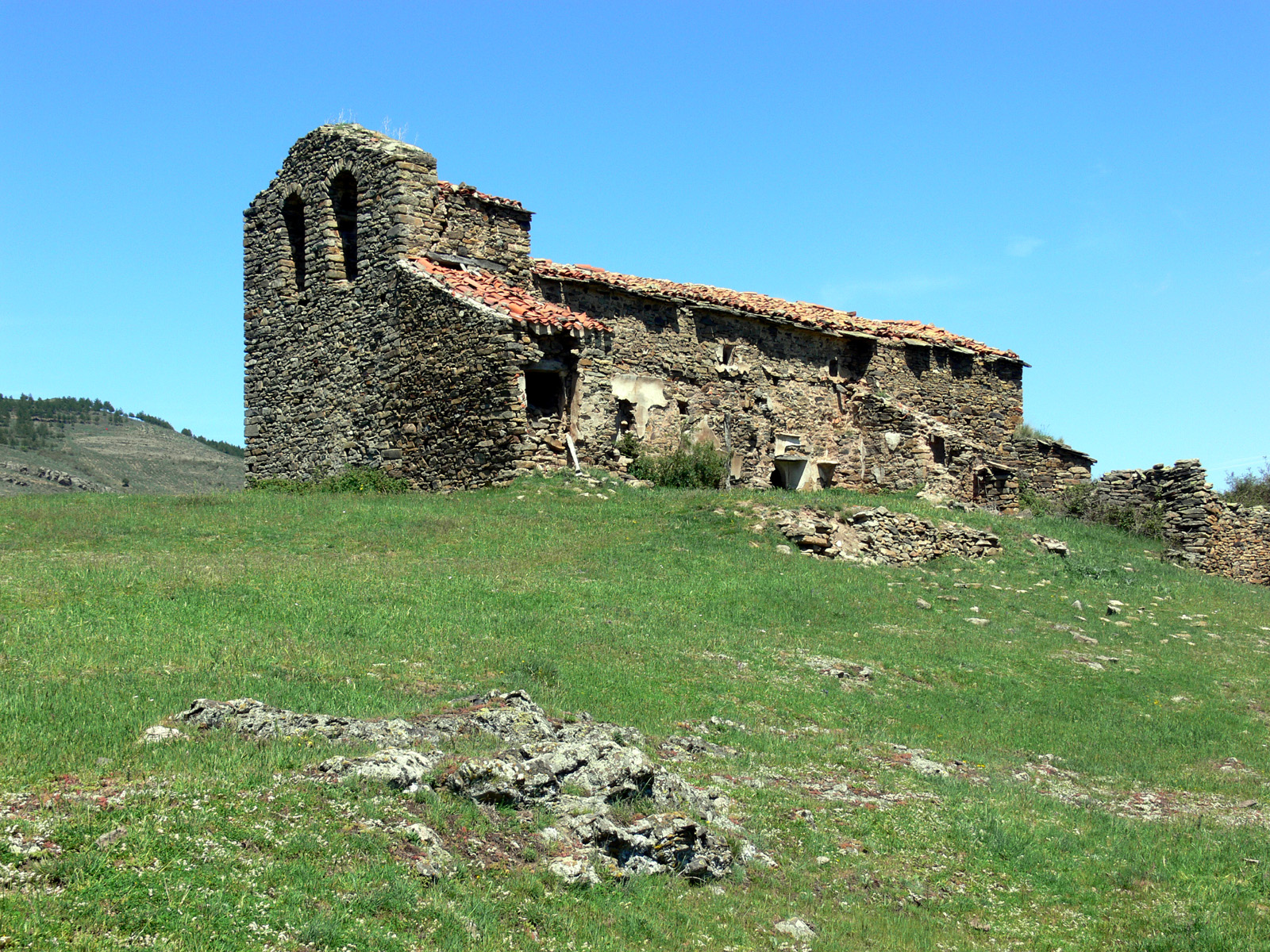
Ruinas de la iglesia de Santiago.

- Iglesia de Santiago. Actualmente en ruinas. Era la iglesia parroquial de la localidad, está formada por una sola nave recta, con cubierta a dos aguas, construida con mampostería de piedra. Posee una pequeña espadaña a los pies de la nave.

## Economía

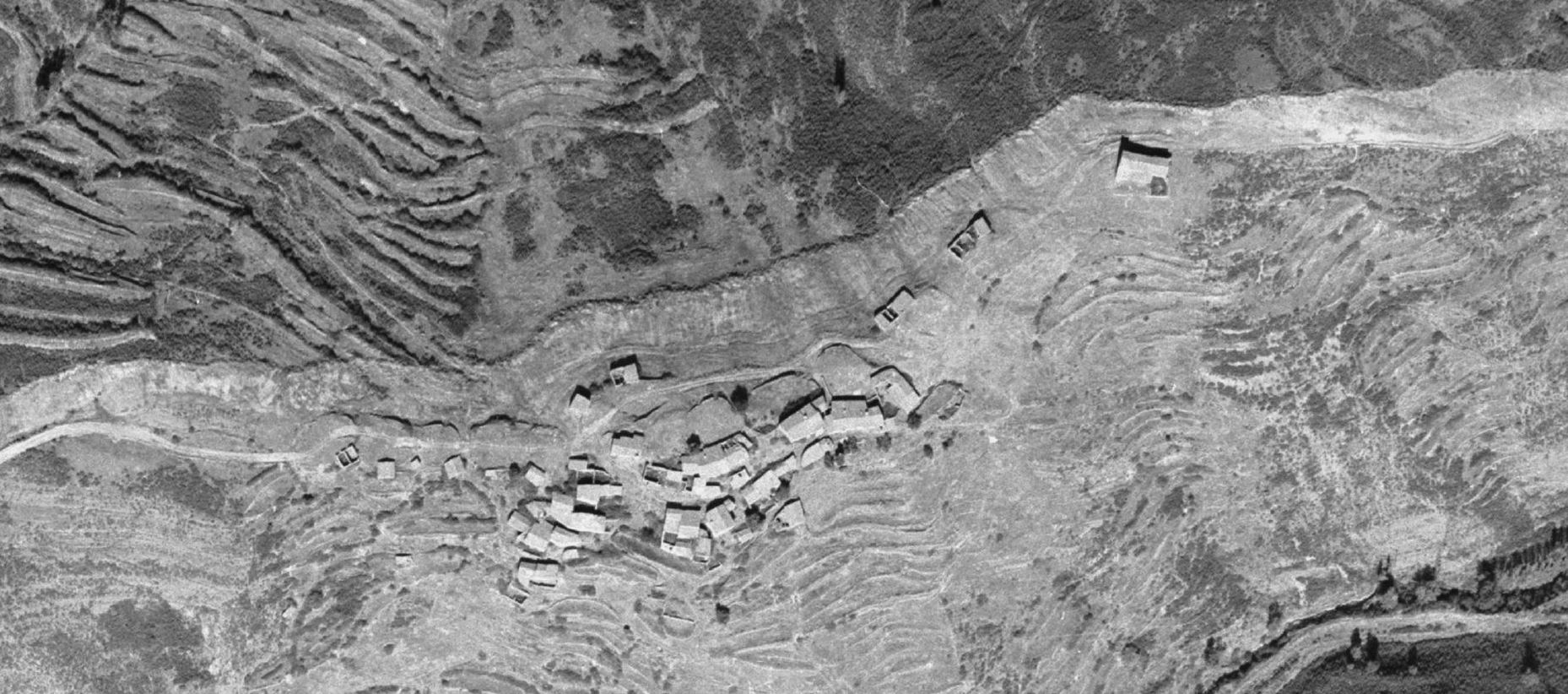
Foto aérea de la localidad de Ribalmaguillo, a mediados de los años 70. La despoblación ya había comenzado a hacer mella, pero aún se mantenía el casco urbano y las edificaciones en pie.

La localidad, como toda la sierra de Cameros y el Alto Jubera, se ha dedicado históricamente al pastoreo trashumante, tenían ovejas churras y merinas, cabras y algunas vacas para la labranza. En Ribalmaguillo, se criaban también bastantes cerdas para matanza, y para su venta en las localidades cercanas. 
Por la zona también se cazaba algo de caza menor, sobre todo perdiz y codorniz en los campos de cereal que hasta los años 60 cubrían las faldas de estos valles.
La agricultura era muy escasa, y se limitaba a pequeños campos aterrazados en las laderas de los montes, dónde se cultivaba centeno y avena, algunas legumbres y patatas.
Parte de la población se dedicaba a la recogida de madera en invierno, para vender la leña en localidades cercanas como Munilla o Arnedillo para consumir en los hornos de pan, o de yeso.
Esta pobre economía casi de subsistencia fue la razón principal por la que sus habitantes emigraron durante todo el siglo XIX y más masivamente durante las primeras décadas del siglo XX.
La cartería del municipio de La Santa se situaba en Ribalmaguillo por su posición central con respecto al resto de localidades. A pesar de ello, en la aldea no había ni taberna, posada, herrería, sacerdote, entre otros servicios.

## Fiestas y tradiciones
- Fiestas patronales de San José.[3]
- Romería de mayo a la Virgen del Rosario. Iban en romería dos veces al año a la ermita de la Virgen del Rosario. Esta primera era el lunes de la semana de la Ascensión (mayo). Acudían los pueblos de La Santa, Ribalmaguillo y La Monjia. Cada pueblo llevaba su pendón y su cruz parroquial. Se juntaban los romeros de Ribalmaguillo con los de La Santa y La Monjia en el collado de Gudemar y todos juntos realizaban el trayecto hasta la ermita. Allí se realizaban una misa, comida y juegos populares.
- Romería de octubre a la Virgen del Rosario. La segunda romería se hacía el primer domingo del mes de octubre. El ceremonial religioso era idéntico a la romería de mayo. Acudían los tres pueblos, el ayuntamiento invitaba a vino y pagaba a un gaitero y acudían gentes de pueblos de alrededor.